# Extispice
Un extispice (palabra que procede del latín: exta, que significa «entrañas», e infpicio, que significa «yo examino») era el nombre que los antiguos romanos daban al adivino que pretendía hacer predicciones por medio de examinar las vísceras de los animales sacrificados, usualmente carneros. Por este medio custodiaban la voluntad de los dioses. Este arte adivinatorio estuvo muy en boga en la Grecia y la Roma antiguas, los primeros extispices procedían de Etruria.